# Epimenia
Epimenia is een geslacht van wormmollusken uit de  familie van de Epimeniidae.

## Soorten
- Epimenia allohaemata Salvini-Plawen, 1997
- Epimenia arabica Salvini-Plawen & Benayahu, 1991
- Epimenia australis (Thiele, 1897)
- Epimenia babai Salvini-Plawen, Salvini-Pl1997
- Epimenia indica Salvini-Plawen, 1978
- Epimenia ohshimai Baba, 1940